# Constitución de 1917 (estación de trolebús)
Constitución de 1917 es una estación de la Línea 10 del Trolebús de la Ciudad de México y de la Línea 13 del Trolebús de la Ciudad de México. Esta estación se encuentra en suroriente de la Ciudad de México.
- # Constitución de 1917

1. Tulipán
2. Deportivo Santa Cruz
3. Meyehualco
4. Papalotl
5. Aztahuacán
6. Atzintlí
7. Iztahuatzin
8. Tecoloxtitlán
9. Acatitlán
10. Acahualtepec
11. Santa Marta

## Información general
En mayo de 2020, inició la construcción de la primera etapa del viaducto trolebús elevado en la Calzada Ermita Iztapalapa desde la estación del Metro Constitución de 1917 hasta el Acahualtepec de la Universidad Autónoma de la Ciudad de México.
El 29 de octubre de 2022, inició operaciones de Constitución de 1917 a Acahualtepec. Posteriormente, se concluyó la ampliación a Santa Marta y luego a Mixcoac. La primera ampliación fue inaugurada el 18 de mayo de 2025 y la segunda el 7 de junio de 2025, siendo además, la terminal respectiva de ambas líneas.